# José de Anchieta
José de Anchieta (n. 19 martie 1534, San Cristóbal de La Laguna, Provincia Santa Cruz de Tenerife, Spania – d. 9 iunie 1597, Anchieta, Espírito Santo, Brazilia) a fost un misionar iezuit spaniol în Brazilia.
A fost trimis să studieze la Universitatea din Coimbra, Portugalia, în 1548. Odată ajuns acolo a intrat în Ordinul iezuit și ulterior a fost trimis ca misionar în Brazilia, unde a murit în 1597. José de Anchieta a pus bazele orașelor São Paulo și Rio de Janeiro.
În anul 1980 a fost beatificat de papa Ioan Paul al II-lea într-o ceremonie solemnă în Bazilica Sfântul Petru din Roma. Papa Francisc l-a canonizat pe 3 aprilie 2014. Datorită devotamentului său și activității sale de evanghelizare a populației băștinașe este numit „Apostolul Braziliei”.

## Scrieri
Lucrarea sa Arte de gramática da língua mais usada na costa do Brasil, publicată în 1589, este prima gramatică a limbii tupi.